# Doñinos de Ledesma
Doñinos de Ledesma is een gemeente in de Spaanse provincie Salamanca in de regio Castilië en León met een oppervlakte van 46,15 km². Doñinos de Ledesma telt 68 inwoners (1 januari 2016).

## Demografische ontwikkeling
Bron: INE, 1857-2011: volkstellingen